# برندق

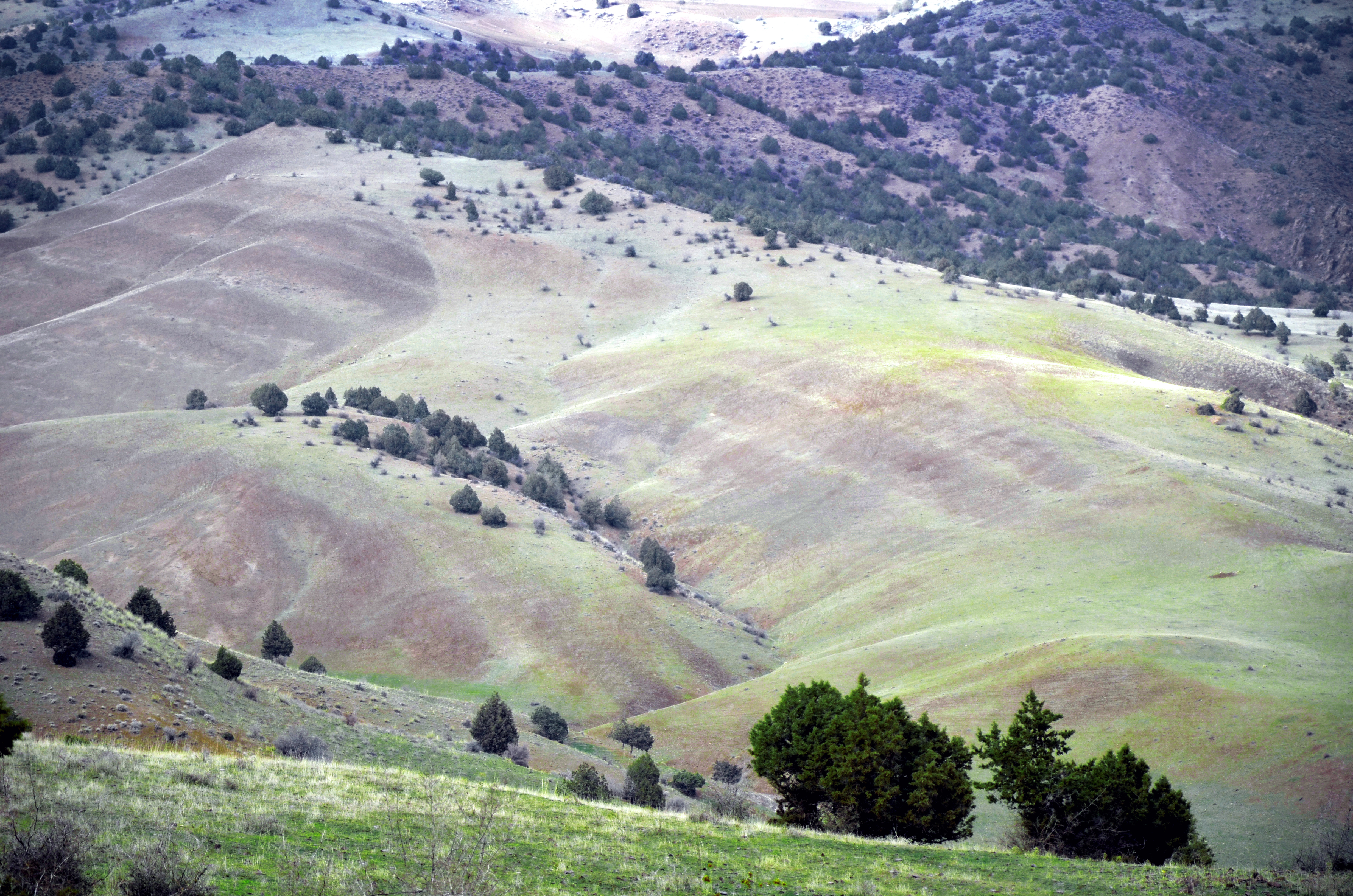
در روستای برندق، واقع در شهرستان خلخال هوای نیمه گرمسیری آن،خاک حاصلخیز و وجود بارندگی کافی و همچنین رودخانه قزل‌اوزن دلیل پربار بودن محصولات است.

برندق روستایی است که در استان اردبیل، شهرستان خلخال، بخش خورش رستم، دهستان خورش رستم جنوبی قرار دارد. این روستا از نظر جغرافیایی جزو روستاهای استان اردبیل می‌باشد، به گونه ای که در دامنه‌های کوههایی مابین هشتجین و طارم در همجواری با بسیاری از روستاهای همسایه خود قرار دارد
طبیعت بکرمنطقه روبارا در حاشیه رودخانه دهستان از مکان‌های دیدنی و خاص می‌باشد که برای مردم محلی تفرجگاه بسیار آرام و لذت بخشی بوده و گاهی مردم به ماهیگیری نیز مشغول می‌شوند.
از جمله نکته‌های جالب فرهنگ مردم این روستا نسبت که جمع‌آوری زباله و اهمیت دادن به طبیعت است. روز ۴ فروردین روز پاک برندق نام گذاری شده و مردم در این روز با همکاری هم اقدام به جمع‌آوری زباله‌های رها شده در بستر رودخانه و معابر می‌پردازند
این روستا از پرباغات‌ترین روستاهای شهرستان خلخال است به گونه ای که میوه‌هایی مثل انار، زردآلو، آلو، هلو، آلبالو، گیلاس، شلیل، گلابی، انگور، سیب، شاتوت، به، توت، ازگیل، انجیروتمشک
این میوه‌ها از میوه‌های شمال غرب کشور محسوب می‌شوند. هوای نیمه گرمسیری، خاکی حاصلخیز و وجود بارانی کافی و همچنین رودخانه قزل اوزن دلیل پربار بودن محصولات است. همچنین خشکباری مثل توت خشک، انجیرخشک، کشمش، بادام زمینی، گردو، بادام و تخمه آفتابگردان نیز از این روستا کشت می‌شود. برنج
ازصیفی جات هم می‌توان به تولید انبوه پیاز، گوجه فرنگی، بادمجان، سیر، کدو، فلفل و خیار اشاره کرد.
مردان این روستا بیشتر به کشاورزی، دامداری و باغبانی مشغول هستند و زنان این روستا به جوراب بافی، کیسه بافی، جاجیم بافی، فرش بافی، کت بافی، جلیقه بافی و بافت‌های دیگر، خیاطی و درست کردن لبنیات از جمله کره، ماست، دوغ و پنیر و شیره‌ها و مرباها و رب‌ها مشغولند.

## جمعیت
بر اساس سرشماری سال ۱۳۸۵ جمعیت این روستا ۱۴۸۸ نفر با ۳۸۱ خانوار بوده‌است.